# Gracilinanus marica
Gracilinanus marica e вид опосум от семейство Didelphidae. Видът обитава тропически райони и гори от Карибското крайбрежие на Венецуела до планините в Колумбия на надморска височина до 1700 m. Той е заплашен от загуба на местообитания.